# آمون
آمون، إله الشمس والريح والخصوبة؛ أحد الآلهة الرئيسيين في الميثولوجيا المصرية القديمة (ديانة قدماء المصريين)، ومعنى اسمه الخفي. من العسير معرفة كيف كان اسمه ينطق بالضبط لأن الكتابة المصرية القديمة الهيروغليفية كانت تستعمل الحروف الساكنة (الصوامت)، فكان اسمه يكتب «أم⁪ن⁬» ومن الممكن أنه كان ينطق «أَمِن⁬» مع إمالة الكسر إلى الفتح.

## اللاهوت

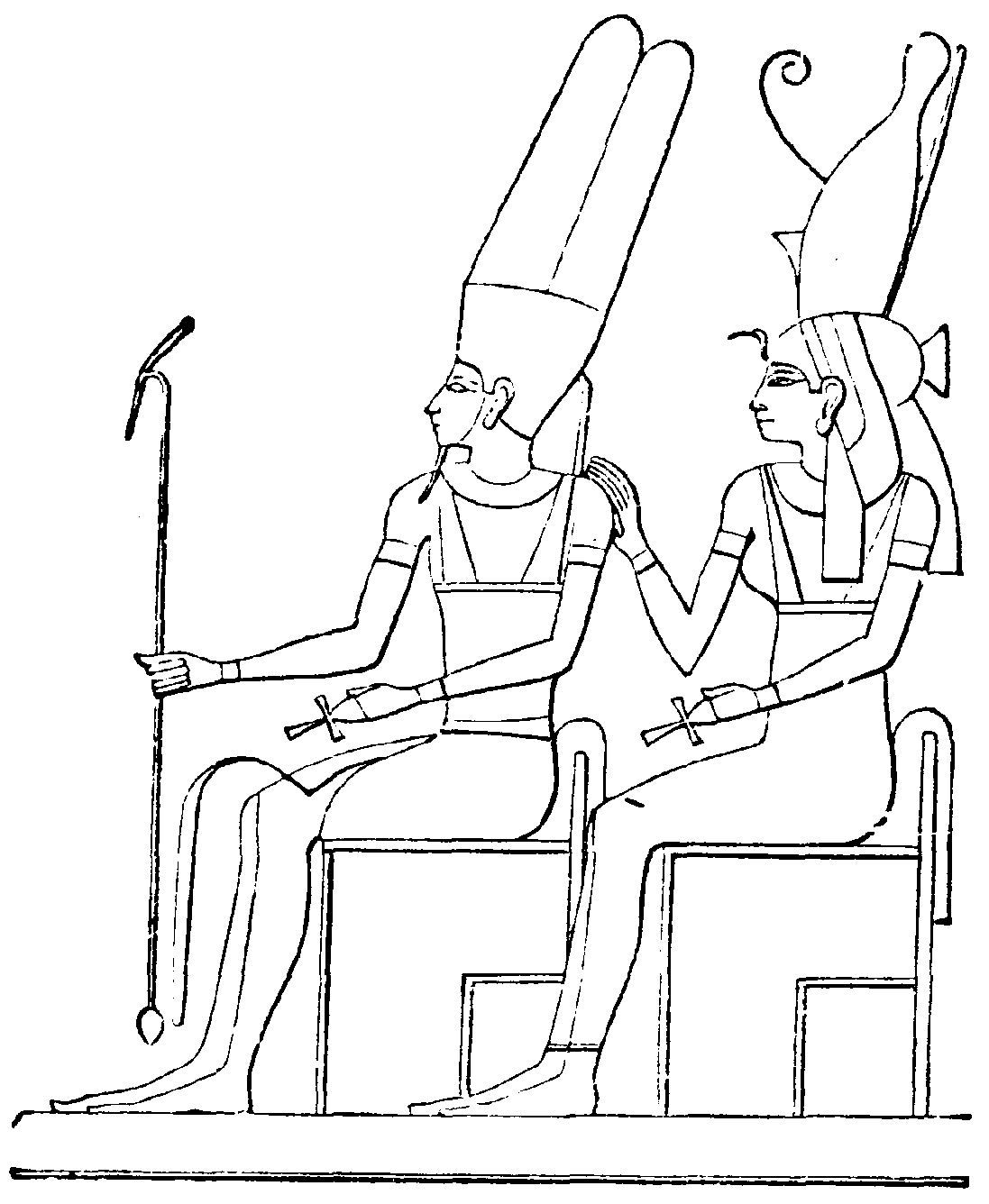
آمون وزوجته موط.

إن عبادة آمون (و أمن⁬رع فيما بعد) والديانة المرتبطة بهما من أعقد ثيولوجيات مصر القديمة. في أسمى صوره كان أمن⁬رع إلها خفيا مثلما يعني اسمه، ولكن لاهوتيا فلم يكن الإله وحده خفياً، بل إن اسمه خفي أيضاً وإن شكله لا يمكن إدراكه. بكلمات أخرى إن الغموض المحيط بآمون سببه هو كماله المطلق، وفي هذا كان مختلفا عن كل الآلهة المصرية الأخرى. كانت قداسته بمكان بحيث أنه ظل منفصلاً عن الكون المخلوق. كان مرتبطا بالهواء ولهذا كان قوة خفية، مما سهل له الترقي كإله أعلى.
اعتبر آمون خالقاً لنفسه، (إلا أن مدرسة هِرموبوليس (الأشمونين\شْمون\خِمنو) اللاهوتية الأقدم اعتبرته أحد الآلهة في الأجدود، الثامون المعروف باسمها)، كما كانت له القدرة على التجدد وإعادة خلق نفسه التي مُثلت بقدرته على التحول إلى أفعى وطرح جلده، ومع هذا فقد ظل مختلفا عن الخلق، منفصلا ومستقلاً عنه.
بتوحده مع رَع، الشمس، تجلى آمون للخلق، ولهذا جمع أمن⁬رع في نفسه النقيضين الإلهيين: فهو بصفته آمون كان خفيا وغامضا ومنفصلا عن العالم، وبصفته رع كان جليا وظاهراً ومانحا للحياة اليومية. بنفس المنطق كان ارتباطه بماعت، المفهوم المصري للعدل والتوازن في الكون.
سهلت طبيعة آمون الخفية اقترانه بالآلهة الأخرى. في طيبة ارتبط آمون بادئ ذي بدء بمونتو، إلهها القديم، ثم جاء اقترانه برَع، وتلا ذلك اقترانه بآلهة أخرى، فعرف بالأسماء أمن⁬رع⁬أتوم وأمن⁬رع⁬مونتو وأمن⁬رع⁬حُراختي ومين⁬أمن. وهنا تجب ملاحظة أن آمون لم يكن يندمج في الآلهة الأخرى لخلق إله جديد، بل كان اقترانه توحداً للقدرة الإلهية.
في أوج عبادة آمون-⁬رع، اقتربت الديانة المصرية كثيراً من كونها ديانة توحيدية، حيث أصبح الآلهة الآخرون أوجهًا لقدرته، أو تجليات له. باختصار أصبح هو الإله الأوحد والأعلى.
كانت زوجته أحيانا تدعى أمونت، الصيغة المؤنثة لآمون، ولكنها غالباً ما كانت تعرف بالاسم موط، وكان لها رأس إنسانة مرتدية التاج المزدوج للوجهين القبلي والبحري، وكان ابنهما هو خونسو، القمر. معًا شكلوا ثالوث طيبة.
ذهب البعض إلى أن آمون كان إلها حديثاً نسبياً في الديانة المصرية القديمة، حيث أن عبادته في طيبة - حيث توجد أقدم معابده - لم توثق إلا اِبتداء من الأسرة الحادية عشرة، ولكنه في الحقيقة وجد مذكورا في متون الأهرام التي ترجع لعصر الملك أناس، الأخير في الأسرة الخامسة، والتي تظهره كرمز للقوى الخالقة، متوافقا مع دوره في ثامون آلهة هِرموبوليس، مما يعطي وجوده قدما أكبر.
يحتمل أن عبادة آمون بدأت في هِرموبوليس، أو أنه في البداية كان إلها محلياً طيبة عندما كانت لا تزال بلدة غير ذات أهمية كبيرة.

## صعوده

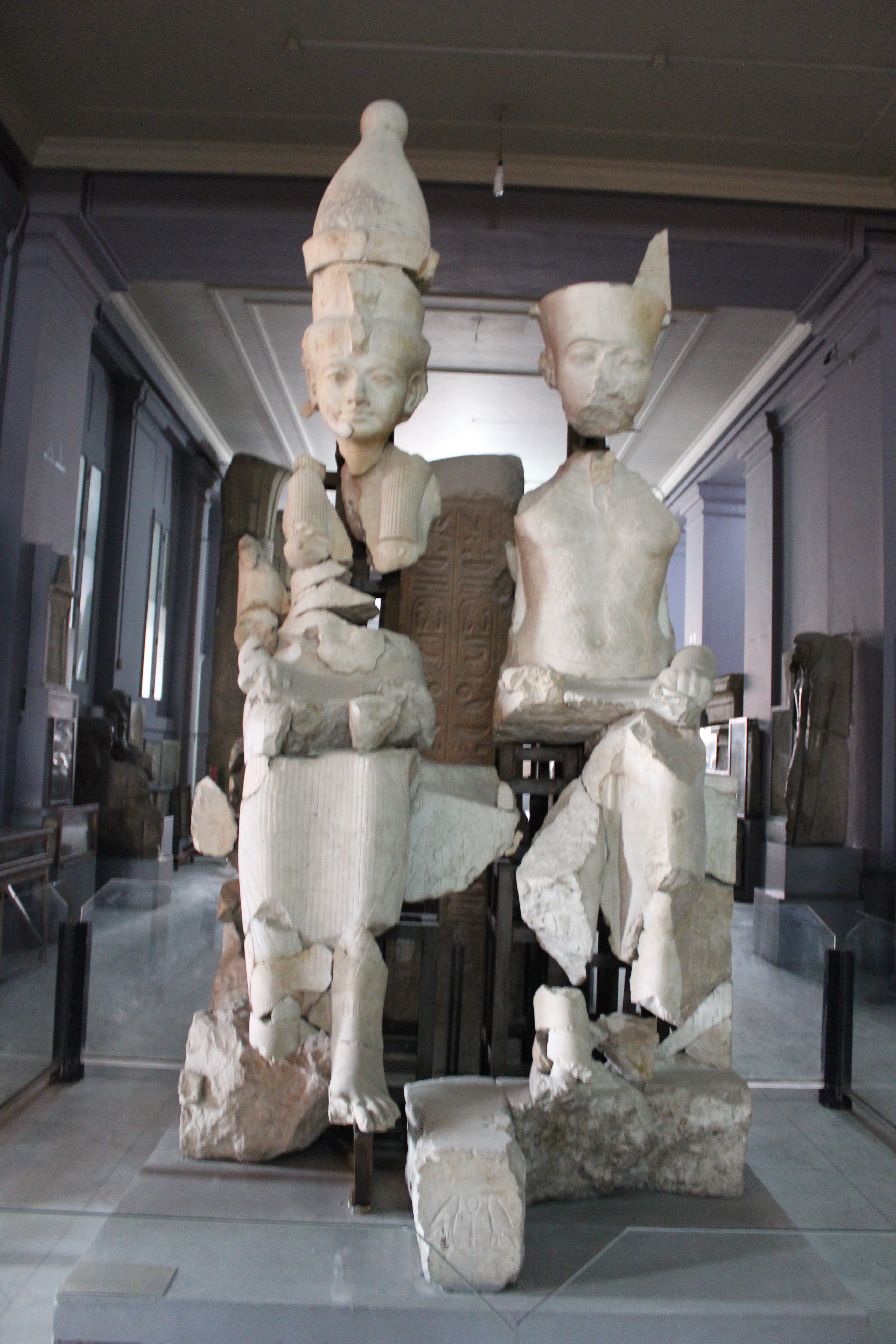
آمون وزوجته موط في المتحف المصري.

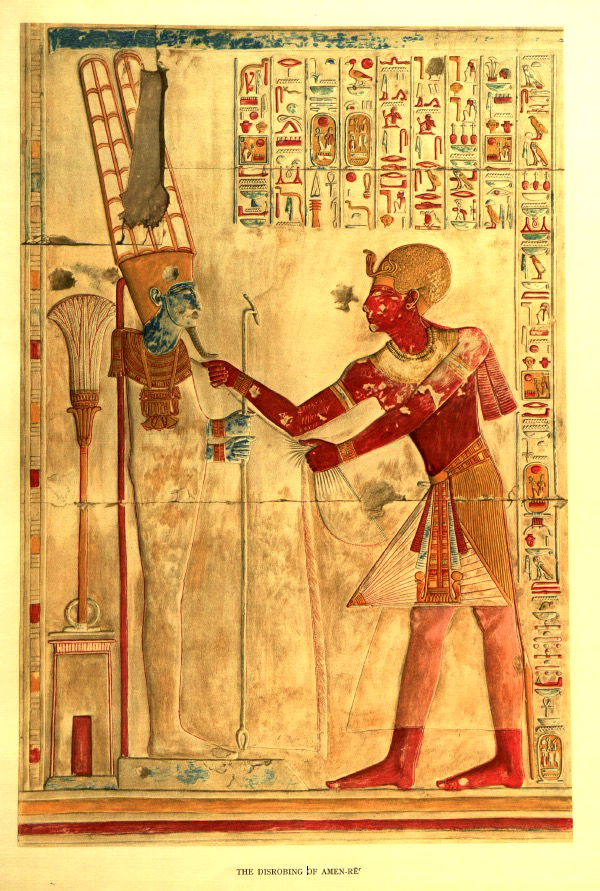
معبد ومصلي الإله آمون في أبيدوس، يظهر آمون باللون الأزرق.

عندما ظهرت الأسرة الحادية عشرة من إقليم هيرمونثيس (أرْمـَنـْت)، أو ربما من طيبة نفسها، أغدقت على معبد الكرنك بالتماثيل والعطايا. عندما تمكن ملوك الأسرة السابعة عشرة الطِيبيون من طرد الهِكسوس، أصبح لآمون، إله العاصمة الملكية، شأن كبير باعتباره حامي مصر.
و عندما حمل ملوك الأسرة الثامنة عشر السلاح خارج الحدود المصرية المعروفة حتى ذلك الوقت في حملات عسكرية ناجحة على سورية والنوبة وليبيا، أصبح آمون إلها قوميا لمصر، تعرف به عالميا، طامسا نور كل الآلهة الآخرين ومثبتا مكانته فوق آلهة البلاد الأجنبية، فشاعت عبادته في النوبة وليبيا اللتان كانت الثقافة المصرية شائعة فيهما. نسب ملوك مصر كل انتصاراتهم وإنجازاتهم وأمجادهم إلى آمون وأغدقوا الثروة والعطايا والغنائم على معابده. في هذا الوقت حل آمون محل الإله المحارب مونتو كإله رئيس لمدينة طيبة، وأصبح ملكا للآلهة.
أصبح آمون إله طيبة في عصر الأسرة الخامسة والعشرين، كما كان كهنة آمون في مملكة بلانة (ناباتيا) ومِرْوِه يتحكمون في جميع شئون الدولة، فيختارون الملك ويوجهون حملاته العسكرية، بل وأحيانا يرغمونه على الانتحار كما ذكر ديودورس الصقلي. استمر ذلك حتى القرن الثالث قبل الميلاد عندما قام أركامان (Arkamane Ergamenes) بذبح الكهنة.
تواكب صعود آمون إلى مرتبة الإله القومي والعالمي مع ازدياد أهمية طيبة. هذا الصعود تسارع مع تولي أمن⁬محات الأول (سِـحِـتِـپ ⁬اِب ⁬رَع) الحكم في طيبة وتأسيسه الأسرة الثانية عشرة، وبلغ أوجَه في عصر الدولة الحديثة عندما كان يُحتفى به في عيد أُپـِت. اقترن اسم أمن⁬محت مؤسس هذه الأسرة باسم الإله آمون وحمله من بعده ثلاثة من خلفاءه، كما اتخذ ملوك [وضح من هو المقصود ؟] عديدون من المملكة الوسطى الاسم نفسه فيما بعد.
في شعائر عيد أُپـِت، كان تمثال آمون يحمل على قارب من الكرنك إلى طيبة (الأقصر) ليحتفى بزواجه من موط بصفته كا-موت⁬-إف لينجبا خونسو ليكتمل ثالوث طيبة، وهو في هذا الدور كان يمثل قدرة الخلق.
تمتع آمون بشعبية كبيرة بين الناس حيث كان ينادى بنصير الفقراء، وأنه يحمي الضعيف من القوي، وحامي العدالة، وكان على من يطلب العون من آمون أن يثبت نقاءه أو أن يتطهر من ذنوبه أولاً.
كان ارتباط آمون بالملكية المصرية يعني أن يستمد الملك قوته منه باعتباره ابنا له مثل ما حدث عندما وجدت الملكة حَتْشِـپْسوت (ماعت⁬-كا-رع) فيه نصيرا لها، فعظمته ونفسَها بأن أعلنت أنها ابنته، وبنت معبدها في الدير البحري باسمه. وطبقا للاهوت الرسمي في الدولة الحديثة كان أمون-⁬رع هو الذي يحكم مصر من خلال الملك، ويظهر مشيئته من خلال كهنته. لكن مع ازدياد أهمية الإله ازدادت قوة كهنته وسطوتهم ففرضوا سيطرتهم على الساحة السياسية، ووصل الحال إلى أن حكمت مصر سلالة من الملوك الكهَّان هي الأسرة الحادية والعشرين.

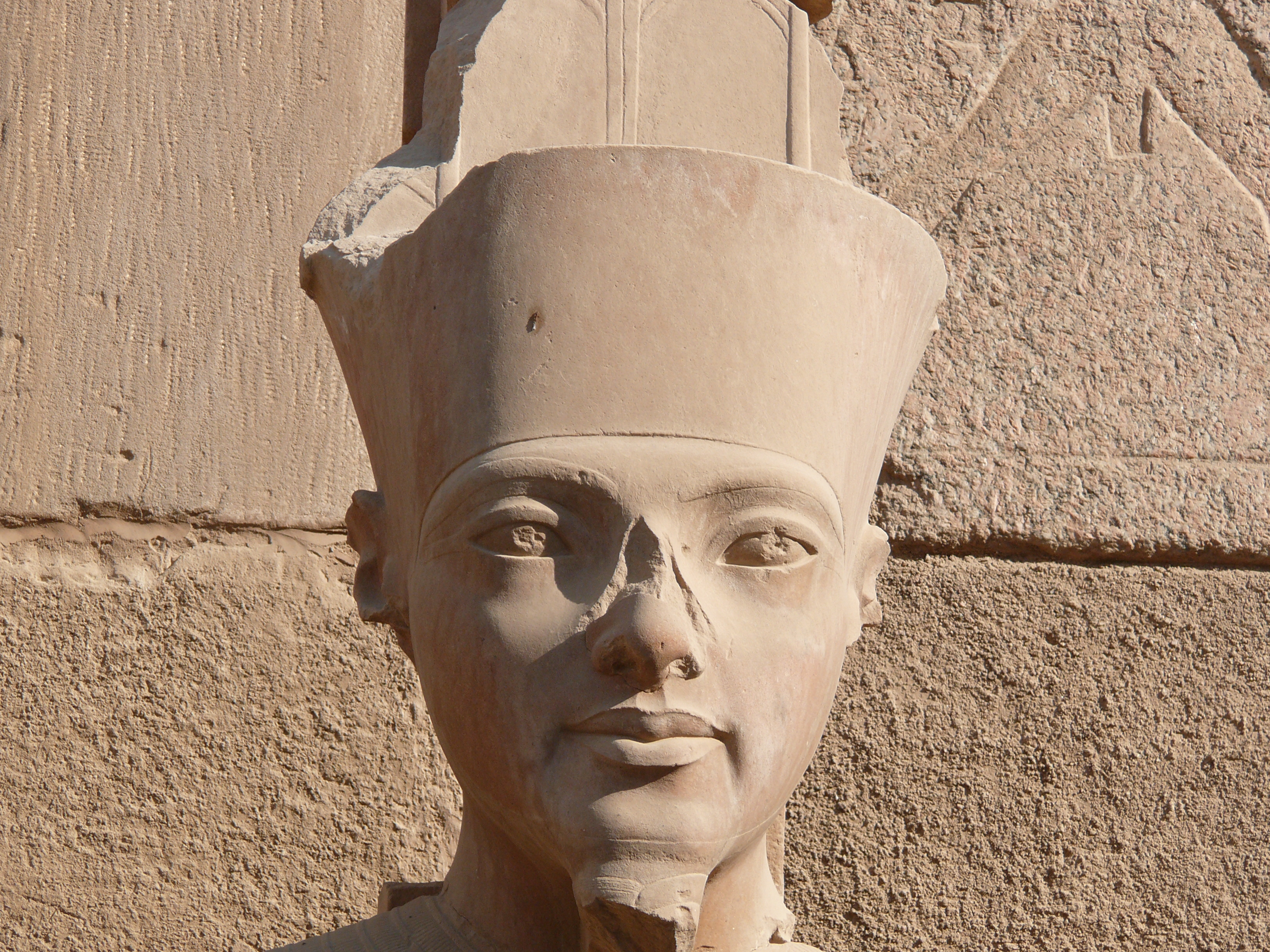
آمون

صُوِّر آمون في هيئة آدمية، مرتديا تاجا يخرج منه شكلان متوازيان، مستطيلان ودائريّا الطرف، ربما يمثلان ريشتان عظيمتان من ذيل الصقر المستعارتان من الإله مين. يوجد نمطان شائعان لتصويره: في واحد منهما يصور جالسا على عرش، وفي الآخر يصور في وضع القضيب منتصبا (ithyphallic) ممسكا في يده سوطا، تماما مثلما صور الإله مين. ومن المرجح أن هذا التصوير الأخير هو شكله الأصلي الذي عرف به باعتباره إلها للخصوبة، الذي يؤدي أمامه الملك الطقوس الشعائرية الرمزية لفلاحة الأرض أو حصاد الغلة.
إبان الأسرة الثامنة عشرة اعتبرت الإوزة المصرية (chenalopex) مقدسة كتجسد لآمون، ولكنه كان يُمثل أكثر باعتباره الكبش وفير الصوف ذي القرنين المعقوفين الذين أصبحا يعرفان باسمه قرنا آمون ووجد ممثلا بهذه الصورة منذ عهد أمنحوتب الثالث. (في المقابل ارتبط نوع الكباش المحلي القديم ذي الشعر المرسل والقرون المستقيمة المبرومة بالإله خنوم). كما ظهر أيضا في صورة إنسان برأس ضفدع، ممثلا لدوره في الأجدود.
أحيانا كان اسم الإله الشمس رع يقرن باسم آمون ليصبح أمون-⁬رع، خصوصا عندما كان يشار إليه باعتباره «ملك الآلهة» ابتداء من الأسرة الثامنة عشرة، حيث كان حكم السموات في دينة قدماء المصريين للإله رع. عندما نقل أمنمحات الأول العاصمة إلى اتجتاوي (عند طرف الدلتا؛ لم تكتشف بعد ويمكن أن تكون ليشت) ازدادت أهمية هذا الاقتران برَع سياسيا ولاهوتيا وهو ما كان أمرا منطقيا بالنسبة لإله متفوق كآمون، الذي كان يلقب أيضا «ملك تاجي الأرضين».
في العصور اليونانية كان آمون-⁬رع أحيانا يصور برأس رجل ملتح وجسم جعران وجناحي صقر وقدمي إنسان ومخالب أسد، وذلك بقصد إضفاء صفات عديدة ومختلفة عليه.

## الأفول

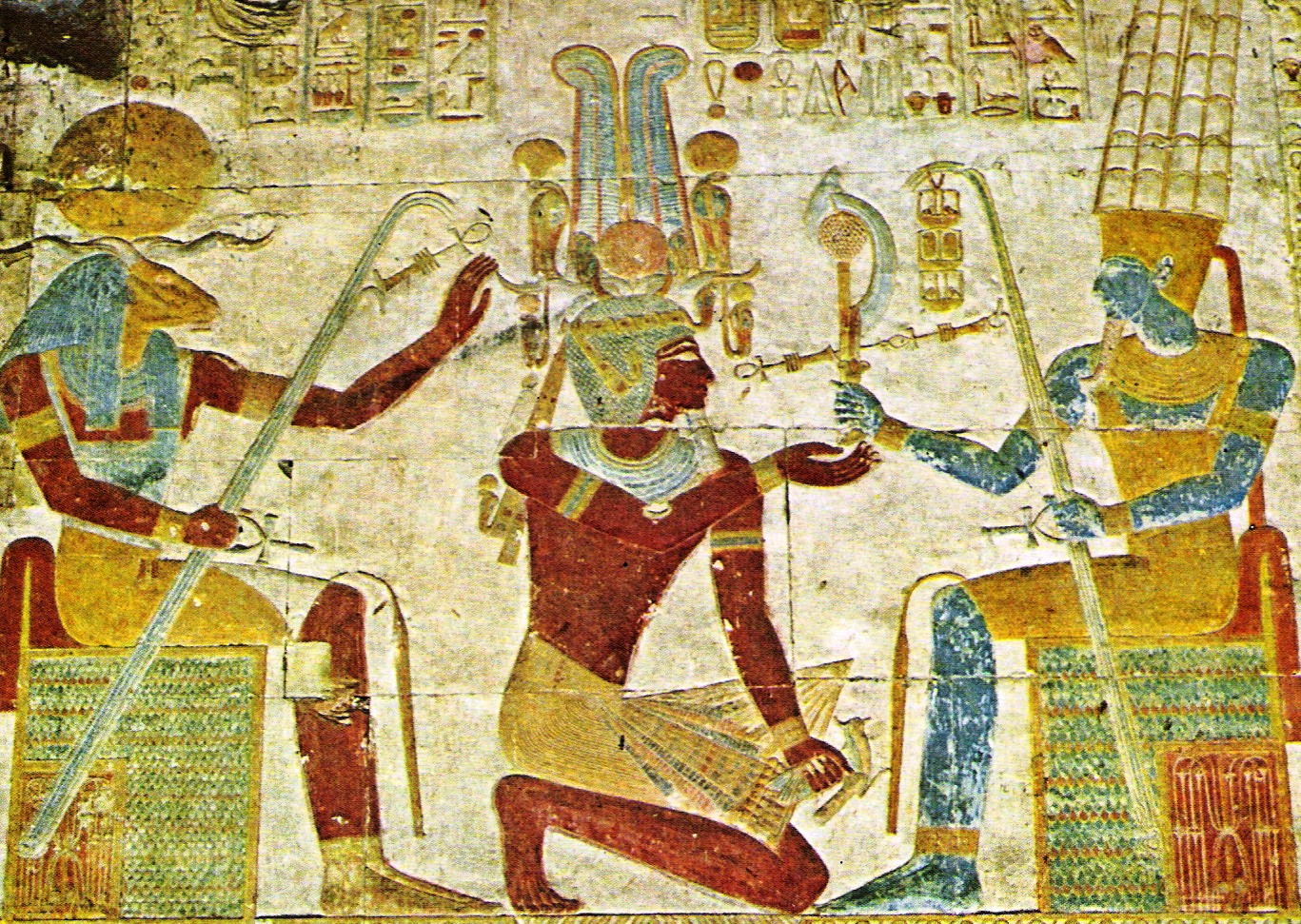
الإله خنوم و الملك سيتي الأول وآمون في المعبد الجنائزي لسيتي الأول في أبيدوس.

بدءا من حكم تحوتمس الرابع من الأسرة الثامنة عشرة وفي الوقت الذي وصلت فيه عبادة آمون إلى أوجها، بدأ تقديس صورة مجردة للشمس تتمثل في آتون، بالظهور. حتى أحمس مؤسس الأسرة وُجد نقش يمتدحه بأنه «أتن عندما يسطع». وصلت عبادة آتون إلى الأوج عندما حرم الملك أمنحتب الرابع، الذي أصبح الملك الموحد إخناتون عبادة آمون. فشل إخناتون في فرض عبادة الإله آتون على الشعب كما فشل في القضاء على سطوة كهنة آمون الأقوياء، فعادت الديانة القديمة إلى ما كانت عليه بعد موته ودمرت آثار ومعابد آتون وهجرت عاصمته أخِتْ⁬اتِن (العمارنة) إلى طيبة مرة أخرى على يد خليفته توت⁬-عنخ⁬-أمن، الذي كان اسمه قبل تولى الحكم توت-عنخ-أتن وغيره بعذ ذلك تحت ضغط كهنة آمون إلى توت-عنخ-أمون. في الفترة التي تلت عودة عبادة آمون كتبت ترانيم وصلوات لأمن-⁬رع تكاد تكون توحيدية في صياغتها ومعناها.
بعد زوال الأسرة العشرين تحول مركز الثقل عن طيبة وبدأت سلطة آمون في الخفوت. حاول الملوك الكهنة في الأسرة الحادية والعشرين حفظ هيبة آمون بقدر استطاعتهم، ومع أن عاصمة الأسرة الثانية والعشرون كانت في الشمال، إلا أن كهنة آمون استمروا في لعب دور هام في العاصمة العتيقة طيبة، والتي كانت قد أصبحت أكبر تجمع للمعابد في العالم حتى ذلك الوقت.
باستمرار ضعف الحكم ازداد الانقسام بين الوجهين القبلي والبحري، وبدءا من ذلك الزمان كان تبجيل الملوك النوبيون لآمون الذي سادت عبادته في أرضهم طويلا هو الذي حفظ لطيبة مكانتها، فجعلوها عاصمة ملكهم بالرغم من أن ثروتهم ونفوذهم الثقافي لم يكونا بالتأثير الكافي.
كان آمون هو إله طيبة حتى في زمن تدهورها، بالإضافة إلى أنه كان الإله الأهم لعدد من مناطق الدلتا ومعابد صغيرة عديدة من بلدة الهيبة في مصر الوسطى إلى كانوپس على البحر المتوسط (بالقرب من أبي قير)؛ كما كان يمثل إلى حد ما التطلعات القومية المحلية لمصر العليا في مواجهة مصر الوسطى والدلتا.

## عرافة سيوة

تمثال الملك حور محب مع الإله آمون.

كانت عرافة شهيرة قد تأسست لعدة قرون في معبد آمون في واحة سيوة في الصحراء المصرية والتي كانت تتمتع باستقلالية كبيرة عن ملوك وادي النيل، واشتهرت عندما اختفت بدون أثر الحملة الفارسية التي وجهها قمبيز لتدمير المعبد.
اشتهرت عرافة آمون عند الإغريق لدرجة أن الإسكندر الأكبر ارتحل إليها بعد معركة إسّوس ليحصل على مباركتها وليتوج فرعونا على مصر وليسمى ابنا لآمون، كما كان ملوك الأسرة الثامنة عشرة يعتبرون أبناء آمون، الذي أخصب الملكة الأم، وأحيانا ما ارتدوا قرني الكبش، وهكذا صور الإسكندر مرتديهما على العملات المضروبة.

## علاقته بآلهة أخرى
جمع القرطاجيون الفينيقيون بين بعل وآمون، وجعلوا منهما إلهاً واحدا هو بعل آمون، وهو عندهم إله الطقس والخصب والزرع، وهو يصور عندهم برجل عجوزٍ له قرون كبشٍ معقوفة.
وكانوا يتخذونه كبيراً للآلهة. كما ربط اليونانيون بين آمون وزيوس في صورة زيوس آمون، كما ربطوا بين موط وهيرا. كما ارتبط خنوم بزيوس أيضا ربما بسبب شبهه بآمون، وبما أن نوع الكبش المميز له انقرض مبكرا، أصبح خنوم أيضا يرتبط بكبش آمون.

## أسماء أخرى
- كماتف: في مرحلة متأخرة في التاريخ المصري.

## موضوعات أخرى
- أمون (اللوبي) (آمون الأمازيغي).
- اشتق من اسم آمون كلمات أخرى: أمونيا وأمونايت. الأمونيا بالإضافة إلى كونها المركب الكيميائي هو اسم جنس في عائلة فورمانيفيرا (foraminifera) قشرية، والتي لها هي والأمونيت (رأسقدميات قشرية منقرضة) قشرة لولبية تشبه قرن الكبش وقرن آمون. أما مركب الأمونيا فيشتق اسمه بطريق أبعد قليلا.

## وصلات خارجية
- معلومات عن نطق المصرية القديمة
- مقال عن آمون

## اقرأ أيضا
- إيزيس
- أوزيريس
- حورس
- حتحور
- سث
- اسطورة إيزيس وأوزوريس

| - جب - نوت - كتاب الموتى - نصوص الأهرام - ماعت - تحوت - ديانة قدماء المصريين - قرن آمون |